# Carré (discotheek)
Carré is een discotheek in de Belgische gemeente Willebroek. De discotheek biedt capaciteit voor 2000 personen en bestaat uit de volgende zalen: De Main Room (2 verdiepingen), de VIP Club en de lounge / bistro.

## Geschiedenis
Het gebouw deed dienst als het Côte d’Or-paviljoen op de Expo 58 in Brussel. Na de Expo werd het gebouw afgebroken en verkocht. Daarna werd het opnieuw opgebouwd langs de A12 en deed het een tijd dienst als baancafé, onder de naam Castel. Oorspronkelijk werden er shows met dansorkesten georganiseerd met orkesten zoals Leo Martin, The Skyliners, Theo Mertens en ook optredens van Belgische en internationale vedettes zoals Will Tura, Adamo, Jo Leemans, Dave Berry, Trini Lopez, Petula Clark. In 1991 is het een discotheek geworden.
Vanuit de Carré worden soms tv-programma's uitgezonden, zoals de muziekprogramma's Hitkracht, De Muziekdoos, een jubileumeditie van Kids Top 20, enzovoort
Carré heeft gemiddeld 240 openingsavonden op een jaar, 4 vaste openingsdagen per week, 1 maandelijkse VIP avond (Pretty People Party, elke eerste donderdag van de maand) en tientallen bedrijfsfeesten.

## Trivia
In 2008 sprak de rechtbank van Mechelen voorwaardelijke straffen en geldboetes uit voor twaalf portiers van de discotheek. De portiers stonden terecht voor 38 dossiers van slagen en verwondingen bij hun toelatingsbeleid van de discotheek tussen 2002 en 2004. In vijf dossiers werden de betrokken portiers er ook van beschuldigd vreemdelingen de toegang tot de discotheek te hebben geweigerd. De rechter sprak hen vrij.